# Gerda Pöting
Gerda Marta Hedwig Elisabet Pöting (* 15. Juli 1907 in Schmargendorf; † 13. September 1997 in Rathenow) war eine deutsche Leichtathletin, die in den 1920er Jahren für den Berliner Sport-Club startete. Sie bestritt Wettkämpfe im Sprint und im Weitsprung.

## Leistungen
Folgende persönliche Bestleistungen stehen für sie zu Buche:
- 12,9 s über 100 Meter, erzielt am 5. Juli 1925 in Detmold
- 5,40 m im Weitsprung, erzielt am 22. August 1926 in Braunschweig. Diese Leistung brachte sie auf Platz 4 der Weltbestenliste.

Zusammen mit Lilli Henoch, Charlotte Köhler und Cläre Voss bildete sie die 4-mal-100-Meter-Staffel des Berliner SC, die nicht nur dreimal in Folge – 1924, 1925 und 1926 – die deutsche Meisterschaft gewann, sondern auch zwei deutsche Rekorde aufstellte:
- 51,6 s am 13. Juli 1924 in Berlin
- 50,3 s am 11. Juli 1926 in Köln. Diese Zeit wurde von der FSFI als Weltrekord notiert.

Bei Einzelwettkämpfen gelang Gerda Pöting nur eine einzige Podestplatzierung: 1925 wurde sie Dritte über 100 Meter.
An den Olympischen Spielen 1928 in Amsterdam, bei denen erstmals leichtathletische Wettkämpfe für Frauen ausgetragen wurden, nahm sie nicht teil.